# Лобжанидзе, Нугзар Лерьевич
Нугза́р Лерьевич Лобжани́дзе (груз. ნუგზარ ლობჟანიძე; 7 сентября 1971, Рустави, Грузинская ССР, СССР) — грузинский футболист, защитник сборной Грузии.

## Карьера

### Клубная карьера
Нугзар родился в Рустави, где и стал заниматься футболом. Первыми тренерами были Мурман Гоголадзе и Тамаз Додашвили.
В 1988 году Лобжанидзе провёл первый матч за «Металлург» из Рустави в чемпионате СССР.
После распада СССР защитник в составе «Горды» из Рустави дважды стал бронзовым призёром чемпионата Грузии. В 1993 году перешёл в тбилисское «Динамо», где три года подряд выигрывал чемпионский титул.
В начале 1997 года перешёл в московский ЦСКА. 16 марта 1997 дебютировал за армейцев, выйдя в стартовом составе на дерби с «Динамо». В следующем туре Лобжанидзе был удалён с поля. В августе тренерским штабом ЦСКА было принято решение расстаться с грузинским защитником, который возвратился в «Динамо».
Сезон 1998/99 провёл в греческом «Ксанти», за который сыграл 1 матч.

### В сборной
В составе сборной Грузии дебютировал 25 мая 1993 года в товарищеской встрече со сборной Азербайджана.
Принимал участие в отборочных турнирах к чемпионату Европы 1996 и чемпионату мира 1998.

## Достижения
«Динамо» (Тбилиси)
- Чемпион Грузии (4): 1994, 1995, 1996, 1998
- Обладатель Кубка Грузии (3): 1993/94, 1994/95, 1995/96
- Обладатель Суперкубка Грузии (2): 1996, 1997